# Persone di nome Ekaterina
| Questa pagina contiene informazioni ricavate automaticamente dalle voci biografiche con l'ausilio del template Bio e di un bot. L'aggiornamento è periodico e automatico e ricostruisce completamente la pagina. Se manca una persona in questa lista, sei pregato di non aggiungerla, ma accertati piuttosto che la sua voce biografica contenga il template Bio e che i dati anagrafici siano correttamente compilati. Se il template Bio manca, inseriscilo tu stesso o, in alternativa, metti l'avviso {{tmp\|Bio}} che ne segnala la mancanza. Se i dati riportati sono sbagliati, correggi direttamente la voce biografica; le modifiche saranno visibili in questa lista entro pochi giorni. Per chiarimenti vedi il progetto antroponimi. La lista contiene solo le 143 persone che sono citate nell'enciclopedia e per le quali è stato implementato correttamente il template Bio. Pagina aggiornata al 6 ago 2025. |

Questa è una lista di persone presenti nell'enciclopedia che hanno il nome Ekaterina, suddivise per attività principale.

## Altiste(1)
- Ekaterina Evseeva, ex altista kazaka (Almaty, n. 1988)

## Attrici(2)
- Ekaterina Golubeva, attrice russa (Leningrado, n. 1966 - Parigi, † 2011)
- Ekaterina Pavlovna Korčagina-Aleksandrovskaja, attrice russa (Kostroma, n. 1874 - Leningrado, † 1951)

## Attrici teatrali(1)
- Ekaterina Semёnovna Semёnova, attrice teatrale russa (Smolensk, n. 1786 - San Pietroburgo, † 1849)

## Aviatrici(1)
- Ekaterina Budanova, aviatrice sovietica (Konopljanka, n. 1916 - Novokrasnovka, † 1943)

## Biatlete(5)
- Ekaterina Dafovska, ex biatleta bulgara (Čepelare, n. 1975)
- Ekaterina Glazyrina, ex biatleta russa (Čajkovskij, n. 1987)
- Ekaterina Jur'eva, ex biatleta russa (Čajkovskij, n. 1983)
- Ekaterina Jurlova, biatleta russa (Leningrado, n. 1985)
- Ekaterina Šumilova, ex biatleta russa (Solikamsk, n. 1986)

## Calciatrici(3)
- Ekaterina Pantjuchina, calciatrice russa (Vjatskie Poljany, n. 1993)
- Ekaterina Sočneva, calciatrice russa (Mosca, n. 1985)
- Ekaterina Tyryškina, calciatrice russa (Angarsk, n. 1996)

## Cantanti(2)
- Ekaterina Samucevič, cantante e attivista russa (n. 1982)
- Katja Lel', cantante russa (Nal'čik, n. 1974)

## Cestiste(6)
- Ekaterina Abramzon, ex cestista lettone (Riga, n. 1987)
- Ekaterina Demagina, ex cestista russa (Togliatti, n. 1982)
- Ekaterina Dimitrova, ex cestista bulgara (Plovdiv, n. 1987)
- Ekaterina Fedorenkova, cestista russa (Mosca, n. 1993)
- Ekaterina Kardakova, ex cestista russa (Novosibirsk, n. 1968)
- Ekaterina Lisina, ex cestista e modella russa (Penza, n. 1987)

## Danzatrici(7)
- Ekaterina Vasil'evna Gel'cer, ballerina russa (Mosca, n. 1876 - Mosca, † 1962)
- Ekaterina Borisovna Kondaurova, danzatrice russa (Mosca, n. 1982)
- Ekaterina Valer'evna Kr'īsanova, danzatrice russa (Mosca, n. 1985)
- Ekaterina Sergeevna Maksimova, danzatrice sovietica (Mosca, n. 1939 - † 2009)
- Ekaterina Vaganova, ballerina e insegnante russa (Viljučinsk, n. 1988)
- Ekaterina Ottovna Vazem, ballerina russa (Mosca, n. 1848 - Leningrado, † 1937)
- Ekaterina Valentinovna Šipulina, danzatrice russa (Perm', n. 1979)

## Danzatrici su ghiaccio(1)
- Ekaterina Bobrova, ex danzatrice su ghiaccio russa (Mosca, n. 1990)

## Discobole(1)
- Ekaterina Strokova, discobola russa (Lipeck, n. 1989)

## Fondiste(2)
- Ekaterina Sčastlivaja, ex fondista russa (n. 1980)
- Ekaterina Voroncova, ex fondista russa (Iževsk, n. 1983)

## Ginnaste(5)
- Ekaterina Kalinčuk, ginnasta sovietica (Žitovo, n. 1922 - Mosca, † 1997)
- Ekaterina Kramarenko, ex ginnasta russa (Leningrado, n. 1991)
- Ekaterina Lobaznjuk, ex ginnasta russa (Fergana, n. 1983)
- Ekaterina Seleznëva, ginnasta russa (Puškin, n. 1995)
- Ekaterina Vedeneeva, ginnasta russa (Irkutsk, n. 1994)

## Giocatrici di beach volley(1)
- Ekaterina Chomjakova, giocatrice di beach volley russa (Obninsk, n. 1987)

## Giornaliste(1)
- Ekaterina Sergackova, giornalista e scrittrice russa (Volgograd, n. 1987)

## Insegnanti(1)
- Ekaterina Šnejder, insegnante russa (San Pietroburgo, n. 1856 - Perm', † 1918)

## Lottatrici(2)
- Ekaterina Bukina, lottatrice russa (Angarsk, n. 1987)
- Ekaterina Poleščuk, lottatrice russa (Gul'keviči, n. 1994)

## Magistrate(1)
- Ekaterina Trendafilova, giudice bulgara (Sofia, n. 1953)

## Mezzofondiste(3)
- Ekaterina Guliyev, mezzofondista russa (Arzamas, n. 1991)
- Ekaterina Podkopaeva, ex mezzofondista russa (Mosca, n. 1952)
- Ekaterina Šarmina, mezzofondista russa (Brjansk, n. 1986)

## Militari(1)
- Ekaterina Ilarionovna Michajlova-Dëmina, militare sovietica (Leningrado, n. 1925 - Mosca, † 2019)

## Modelle(1)
- Kate Grigorieva, supermodella russa (Olenegorsk, n. 1988)

## Multipliste(1)
- Ekaterina Voronina, multiplista uzbeka (Tashkent, n. 1992)

## Musiciste(1)
- Kate NV, musicista russa (Kazan', n. 1988)

## Nobildonne(26)
- Ekaterina Pavlovna Bagration, nobildonna russa (Napoli, n. 1783 - Venezia, † 1857)
- Ekaterina Fëdorovna Barjatinskaja-Dolgorukova, nobildonna russa (n. 1769 - † 1849)
- Ekaterina Dmitrievna Golicyna, nobildonna russa (San Pietroburgo, n. 1720 - Parigi, † 1761)
- Ekaterina Vladimirovna Golicyna, nobildonna russa (Mosca, n. 1770 - † 1854)
- Ekaterina Andreevna Kolyvanova, nobildonna russa (Tallinn, n. 1780 - San Pietroburgo, † 1851)
- Ekaterina Aleksandrovna Kurakina, nobildonna russa (n. 1735 - † 1802)
- Ekaterina Ivanovna Nelidova, nobildonna russa (n. 1756 - San Pietroburgo, † 1839)
- Ekaterina Ivanovna Olsuf'eva, nobildonna russa (n. 1758 - San Pietroburgo, † 1809)
- Ekaterina Nikolaevna Orlova, nobildonna russa (n. 1758 - Losanna, † 1781)
- Ekaterina Michajlovna Potëmkina, nobildonna russa (San Pietroburgo, n. 1788 - San Pietroburgo, † 1872)
- Ekaterina Nikolaevna Raevskaja, nobildonna russa (Derbent, n. 1797 - Carskoe Selo, † 1885)
- Ekaterina Ivanovna Razumovskaja, nobildonna russa (n. 1729 - San Pietroburgo, † 1771)
- Ekaterina Sergeevna Samojlova, nobildonna russa (n. 1763 - San Pietroburgo, † 1830)
- Ekaterina Alekseevna Senjavina, nobildonna russa (n. 1761 - Pisa, † 1784)
- Ekaterina Sergeevna Šeremeteva, nobildonna russa (n. 1813 - † 1890)
- Ekaterina Petrovna Sojmonova, nobildonna russa (n. 1790 - Mosca, † 1873)
- Ekaterina Aleksandrovna Stroganova, nobildonna russa (n. 1769 - Mosca, † 1844)
- Ekaterina Petrovna Šuvalova, nobildonna russa (n. 1743 - Roma, † 1817)
- Ekaterina Vasil'evna Torsukova, nobildonna russa (n. 1772 - San Pietroburgo, † 1842)
- Ekaterina Petrovna Trubeckaja, nobildonna russa (San Pietroburgo, n. 1744 - Mosca, † 1815)
- Ekaterina Andreevna Ušakova, nobildonna russa (San Pietroburgo, n. 1715 - San Pietroburgo, † 1779)
- Ekaterina Pavlovna Vjazemskaja, nobildonna russa (n. 1849 - † 1929)
- Ekaterina Alekseevna Volkonskaja, nobildonna russa (n. 1754 - Mosca, † 1829)
- Ekaterina Semënovna Voroncova, nobildonna russa (San Pietroburgo, n. 1783 - Londra, † 1856)
- Ekaterina Zagrjažskaja, nobildonna russa (Jaropolec, n. 1779 - San Pietroburgo, † 1842)
- Ekaterina von Engelhardt, nobildonna russa (n. 1761 - † 1829)

## Nobili(3)
- Ekaterina Michajlovna Dolgorukova, nobile russa (Castello di Tieplovka, n. 1847 - Nizza, † 1922)
- Ekaterina Nikolaevna Gončarova, nobile russa (Mosca, n. 1809 - Soultz-Haut-Rhin, † 1843)
- Ekaterina Pavlovna Romanova, nobile russa (Puškin, n. 1788 - Stoccarda, † 1819)

## Nuotatrici(2)
- Ekaterina Kossova, nuotatrice artistica russa (n. 2004)
- Ekaterina Vinogradova, ex nuotatrice russa (Mosca, n. 1980)

## Ostacoliste(2)
- Ekaterina Bachvalova, ex ostacolista e velocista russa (Leningrado, n. 1972)
- Ekaterina Fesenko, ex ostacolista sovietica (Krasnodar, n. 1958)

## Pallanuotiste(4)
- Ekaterina Anikeeva, ex pallanuotista russa (Mosca, n. 1969)
- Ekaterina Lisunova, pallanuotista russa (Leopoli, n. 1989)
- Ekaterina Prokof'eva, pallanuotista russa (Volgodonsk, n. 1991)
- Ekaterina Aleksandrovna Vasil'eva, ex pallanuotista russa (Mosca, n. 1976)

## Pallavoliste(6)
- Ekaterina Antropova, pallavolista russa (Akureyri, n. 2003)
- Ekaterina Bogačëva, pallavolista russa (Volgograd, n. 1990)
- Ekaterina Efimova, pallavolista russa (Novoaleksandrovsk, n. 1993)
- Ekaterina Kabešova, pallavolista russa (Ivanovo, n. 1986)
- Ekaterina Krivec, pallavolista russa (n. 1984)
- Ekaterina Pankova, pallavolista russa (Ekaterinburg, n. 1990)

## Pattinatrici artistiche su ghiaccio(4)
- Ekaterina Aleksandrovskaja, pattinatrice artistica su ghiaccio russa (Mosca, n. 2000 - Mosca, † 2020)
- Ekaterina Gordeeva, ex pattinatrice artistica su ghiaccio sovietica (Mosca, n. 1971)
- Ekaterina Kurakova, pattinatrice artistica su ghiaccio russa (Mosca, n. 2002)
- Ekaterina Rjabova, pattinatrice artistica su ghiaccio russa (Mosca, n. 2003)

## Pattinatrici di short track(2)
- Ekaterina Efremenkova, pattinatrice di short track russa (Čeljabinsk, n. 1997)
- Ekaterina Konstantinova, pattinatrice di short track russa (San Pietroburgo, n. 1995)

## Pattinatrici di velocità su ghiaccio(2)
- Ekaterina Lobyševa, pattinatrice di velocità su ghiaccio russa (Kolomna, n. 1985)
- Ekaterina Šichova, pattinatrice di velocità su ghiaccio russa (Kirov, n. 1985)

## Pentatlete(1)
- Ekaterina Churas'kina, pentatleta russa (Mosca, n. 1989)

## Pianiste(1)
- Ekaterina Georgievna Novickaja, pianista russa (Mosca, n. 1951)

## Politiche(2)
- Ekaterina Alekseevna Furceva, politica sovietica (Vyšnij Voločëk, n. 1910 - Mosca, † 1974)
- Ekaterina Zaharieva, politica e avvocata bulgara (Pazardžik, n. 1975)

## Principesse(2)
- Ekaterina Nikolaevna Lopuchina, principessa russa (n. 1763 - San Pietroburgo, † 1839)
- Caterina Ivanovna Romanova, principessa russa (Mosca, n. 1691 - San Pietroburgo, † 1733)

## Registe(2)
- Ekaterina Grigor'evna Stašesvskaja-Narodickaja, regista sovietico (Žytomyr, n. 1926 - Mosca, † 1977)
- Ekaterina Šagalova, regista russa (Mosca, n. 1976)

## Religiose(1)
- Ekaterina Abrikosova, religiosa russa (Mosca, n. 1882 - Mosca, † 1936)

## Rivoluzionarie(2)
- Ekaterina Grigor'evna Barteneva, rivoluzionaria russa (San Pietroburgo, n. 1843 - Pietrogrado, † 1914)
- Ekaterina Breško-Breškovskaja, rivoluzionaria russa (Ivanovo, n. 1844 - Horní Počernice, † 1934)

## Scacchiste(2)
- Ekaterina Atalık, scacchista russa (Kirov, n. 1982)
- Ekaterina Kovalevskaja, scacchista russa (Rostov sul Don, n. 1974)

## Schermitrici(4)
- Ekaterina D'jačenko, schermitrice russa (Leningrado, n. 1987)
- Ekaterina Fedorkina, schermitrice russa (Kaluga, n. 1983)
- Ekaterina Juševa, schermitrice russa (Rostov-na-Donu, n. 1973)
- Ekaterina Lebedeva-Gorskaja, ex schermitrice sovietica (Novosibirsk, n. 1971)

## Sciatrici freestyle(1)
- Ekaterina Stoljarova, sciatrice freestyle russa (Čusovoj, n. 1988)

## Sciatrici nordiche(1)
- Ekaterina Vinogradova, ex sciatrice nordica bielorussa (Novosibirsk, n. 1977)

## Scrittrici(2)
- Ekaterina Romanovna Voroncova, scrittrice russa (San Pietroburgo, n. 1743 - Mosca, † 1810)
- Ekaterina Sedia, scrittrice russa (Mosca, n. 1970)

## Siepiste(1)
- Ekaterina Volkova, siepista russa (Kursk, n. 1978)

## Slittiniste(3)
- Ekaterina Baturina, slittinista russa (Krasnojarsk, n. 1992)
- Ekaterina Katnikova, slittinista russa (Čusovoj, n. 1994)
- Ekaterina Lavrent'eva, slittinista russa (Kandalakša, n. 1981)

## Taekwondoka(1)
- Ekaterina Kim, taekwondoka russa (n. 1993)

## Tenniste(7)
- Ekaterina Aleksandrova, tennista russa (Čeljabinsk, n. 1994)
- Ekaterina Byčkova, tennista russa (Mosca, n. 1985)
- Ekaterina Kazionova, tennista russa (Russia, n. 1999)
- Ekaterina Lopes, ex tennista russa (Mosca, n. 1987)
- Ekaterina Makarova, ex tennista russa (Mosca, n. 1988)
- Ekaterina Makarova, tennista russa (Russia, n. 1996)
- Ekaterina Šalimova, tennista russa (Russia, n. 2000)

## Tripliste(1)
- Ekaterina Koneva, triplista russa (Chabarovsk, n. 1988)

## Tuffatrici(1)
- Ekaterina Beljaeva, tuffatrice russa (n. 2003)

## Velociste(1)
- Ekaterina Kondrat'eva, velocista russa (Nižnij Novgorod, n. 1982)

## Senza attività specificata(6)
- Ekaterina Boldina, ex pentatleta russa (Mosca, n. 1969)
- Ekaterina Iljuchina, ex snowboarder russa (Novosibirsk, n. 1987)
- Ekaterina Aleksandrovna Jur'evskaja, russa (San Pietroburgo, n. 1878 - Hayling Island, † 1959)
- Ekaterina Michajlovna Romanova, russa (San Pietroburgo, n. 1827 - San Pietroburgo, † 1894)
- Ekaterina Svanidze, georgiana (n. 1885 - † 1907)
- Ekaterina Tudegeševa, ex snowboarder russa (Rostov sul Don, n. 1987)